# Johne Rotz
John Rose (em língua inglesa) , Jean Rotz (em língua francesa) ou Johne Rotz (em latim) (nascido no século XVI), foi um cartógrafo escocês do Renascimento. Trabalhou em Dieppe, na França. Pouco se sabe acerca deste cartógrafo além da época em que viveu e de uma de suas obras, inscritas nos denominados "Mapas de Dieppe".

## Biografia
De pai escocês, pode ter acompanhado a expedição de Jean Parmentier a Sumatra em 1529 e vertamente esteve na costa do Brasil em 1539. O seu trabalho terá sido influenciado em larga medida por estas primeiras viagens a serviço da França, levando-o a criar mapas bastante iluminados.
Não tendo logrado sucesso em empregar-se junto a Francisco I de França, Rotz foi para a Inglaterra em 1542 onde entrou ao serviço de Henrique VIII da Inglaterra.

## Mapas conhecidos
Boke of Idrography (1542)

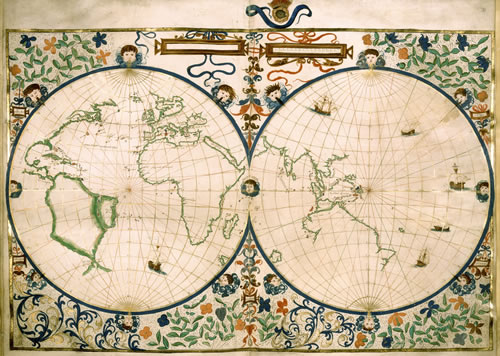
Carta de Jean Rotz (Boke of Idrography, 1542).

Esta carta, actualmente na British Library em Londres, foi oferecida pelo autor ao rei Henrique VIII de Inglaterra. Constitui-se em um mapa-múndi que apresenta as costas da África e da Ásia, com a Índia e com a China, ainda aparentemente mostra partes da Austrália, duzentos anos de sua descoberta oficial pelo capitão britânico James Cook.